# 세인트로렌스 수로

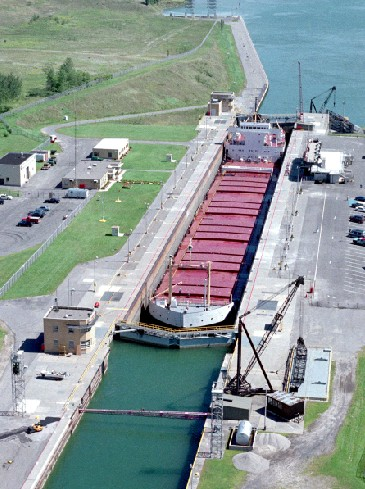
미국 뉴욕주 매시나의 갑문

세인트로렌스 수로(Saint Lawrence Seaway)는 오대호와 대서양을 연결하는 수로이다. 특히 캐나다의 몬트리올에서 온타리오호 사이의 수로를 말한다. 오대호는 면적이 넓을 뿐만 아니라 빙하작용으로 수심(水深)도 깊어서, 오랫동안 철광석이나 곡물 등의 수송에 이용되어 왔다. 1954년에 미국 정부는 캐나다 정부와 협력하여 오대호를 대서양과 연결하는 수로의 건설에 착수하여, 5년 후인 1959년에 이리호까지의 이리 운하 등의 공사를 완성하였다. 이 수로의 완성으로, 해마다 결빙기를 제외하고 4월 중순부터 12월초까지 대서양에서 직접 대형 외항선이 미시간호의 남쪽 끝에 있는 시카고 항까지 들어가게 되었으며 밀·철광·석탄 그 밖의 물자의 운반량은 수로 개통 전에 비하여 비약적으로 증대하게 되었다.

## 같이 보기
- 세인트로렌스강
- 오대호